# Suki na Hito ga Iru Koto
Suki na Hito ga Iru Koto (好きな人がいること) est une série télévisée japonaise de dix épisodes de 45 minutes produite et diffusée entre le 11 juillet et 19 septembre 2016 sur Fuji TV.
Cette série est inédite dans tous les pays francophones.

## Histoire
Misaki est une patissière qui rêve d'avoir sa propre affaire. Elle est tellement investie dans son travail qu'elle en oublie sa vie amoureuse. Arrive un jour où elle est renvoyée et elle rencontre des difficultés pour retrouver un travail. C'est à ce moment qu'elle rencontre Chiaki, son premier amour au lycée. Après avoir pris connaissance de sa situation, Chiaki invite Misaki a travailler un été dans son restaurant qu'il tient avec son petit frère Kanata qui est le chef cuisinier. Touma, le troisième frère est serveur dans le restaurant et est toujours à l'école.

## Distribution
- Mirei Kiritani : Sakurai Misaki
- Kento Yamazaki : Shibasaki Kanata
- Shohei Miura (en) : Shibasaki Chiaki
- Shūhei Nomura (en) : Shibasaki Touma
- Sakurako Ōhara : Nishijima Manami
- Kenta Hamano (en) : Himura Nobuyuki
- Hinako Sano (en) : Okuda Mikako
- Marie Iitoyo (en) : Ninomiya Fuka
- Nanao : Takatsuki Kaede
- Kōtarō Yoshida (en) : Higashimura Ryo
- Kang Ji-young : Jun Yoshioka